# Steganacarus donatoi
Steganacarus donatoi är en kvalsterart som beskrevs av Avanzati, Baratti och Bernini 1994. Steganacarus donatoi ingår i släktet Steganacarus och familjen Phthiracaridae. Inga underarter finns listade i Catalogue of Life.